# Metaraminol
Metaraminol (Aramine, Metaramin, Presoneks, metaradrin) stereoizomer meta-hidroksinorefedrin (3,β-dihidroksiamfetamin), je potentan simpatomimetički amin koji se koristi u sprečavanju i tretmanu hipotenzije, posebno usled komplikacija proizvedenih anestezijom. On je agonist α1-adrenergičkog receptora sa delimičnim β efektom.
Metaraminol se takođe koristi u tretmanu prijapizma, mada nije odobren za tu indikaciju.

## Hemija
Metaraminol, L-1-(3-hidroksifenil)-2-aminopropan-1-ol, se može sintetisati na dva načina. Prvi način je sinteza počevši od 3-hidroksipropiofenona. Hidroksilna grupa se zaštiti alkilacijom sa benzil hloridom, dajući 3-benziloksipropiofenon. Nakon reakcije sa butil nitritom, dolazi do nitrozilacije u izonitrozoketon, koji se redukcijom vodonikom na Rejnijevem niklu pretvara u 1-(3-benziloksifenil)-2-aminopropan-1-ol, i zatim se zaštitna benzil grupa uklanja redukcijom koristeći vodonik sa paladijumskim katalizatorom, čime se formira racemski metaraminol. Željeni L-izomer se izoluje uz pomoć (+)-tartarinske kiseline.
Drugi pristup je polusintetički. On se sastoji od fermentacije D-glukoze u prisustvu 3-acetoksibenzaldehida, čime se formira (–)-1-hidroksi-1-(3-hidroksifenil)-aceton, njegova karbonilna grupa se redukuje vodonikom paladijumskom katalizatoru u prisustvu amonijaka, i time se formira metaraminol.

## Spoljašnje veze
|  | Molimo Vas, obratite pažnju na važno upozorenje u vezi sa temama iz oblasti medicine (zdravlja). |